# Brett Ritchie
Brett Ritchie (* 1. Juli 1993 in Orangeville, Ontario) ist ein kanadischer Eishockeyspieler, der zuletzt bis zum Ende der Saison 2024/25 bei den Schwenninger Wild Wings aus der Deutschen Eishockey Liga (DEL) unter Vertrag gestanden hat. Zuvor verbrachte der Flügelstürmer unter anderem über sechs Jahre in der Organisation der Dallas Stars und war jeweils kurzzeitig für die Boston Bruins, Calgary Flames und Arizona Coyotes in der National Hockey League (NHL) aktiv. Sein jüngerer Bruder Nick Ritchie ist ebenfalls professioneller Eishockeyspieler.

## Karriere

### Jugend
Brett Ritchie spielte in seiner Jugend für die Nachwuchsabteilungen der Toronto Marlboros, bevor er 2009 in der Priority Selection der Ontario Hockey League (OHL) an zwölfter Position von den Sarnia Sting ausgewählt wurde. Als Rookie kam er in seiner ersten OHL-Saison auf 29 Scorerpunkte in 65 Spielen und vertrat sein Heimatland bei der World U-17 Hockey Challenge 2010 erstmals auf internationalem Niveau, wobei er mit dem Team die Silbermedaille errang. Nach dem Gewinn der Goldmedaille beim Ivan Hlinka Memorial Tournament im August 2010 ging der Angreifer in seine Draft-Saison, in der er jedoch aufgrund von Pfeifferschem Drüsenfieber einen Monat ausfiel. Nachdem Ritchie mit der U18-Nationalmannschaft bei der U18-Weltmeisterschaft 2011 den vierten Platz belegt hatte, wurde er schließlich im NHL Entry Draft 2011 an 44. Position von den Dallas Stars ausgewählt. Anschließend kehrte der rechte Flügelstürmer in die OHL zurück, wobei er jedoch im Januar 2012 an die Niagara IceDogs abgegeben wurde, wobei die Sting im Gegenzug vier Draft-Wahlrechte erhielten. Mit den IceDogs erreichte der Kanadier das Playoff-Finale um den J. Ross Robertson Cup, unterlag dort jedoch den London Knights. Nach der Saison unterzeichnete Ritchie im Juli 2012 einen Einstiegsvertrag bei den Dallas Stars. Während der folgenden Saisonvorbereitung konnte sich Ritchie allerdings vorerst nicht für den Profikader empfehlen, sodass er für ein letztes Jahr in die OHL zurückkehrte, dort mit 76 Punkten in 53 Spielen seine beste persönliche Statistik erreichte und daher ins OHL Second All-Star Team gewählt wurde. Zudem nahm er mit der U20-Nationalmannschaft Kanadas über den Jahreswechsel an der U20-Weltmeisterschaft 2013 teil und belegte dort einen weiteren vierten Platz.

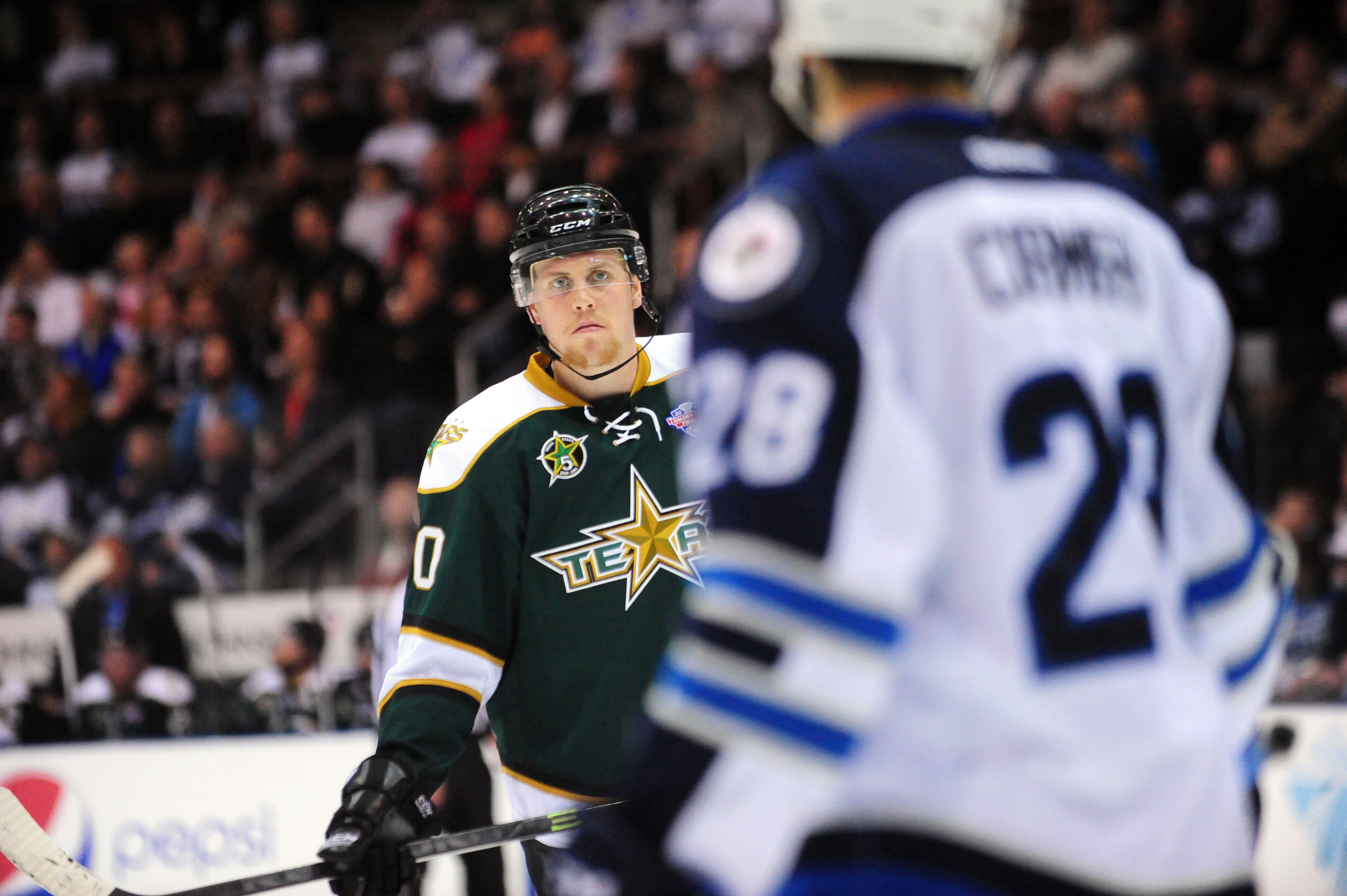
Ritchie im Trikot der Texas Stars (2014)

### NHL
Nach der OHL-Spielzeit 2012/13 wechselte Ritchie in die Organisation der Dallas Stars, die ihn bis zum Saisonende in 14 Spielen bei ihrem Farmteam, den Texas Stars, in der American Hockey League (AHL) einsetzten. In Texas verbrachte der Stürmer auch die gesamte Saison 2013/14, an deren Ende er mit den Stars die AHL-Playoffs um den Calder Cup gewann, sowie die erste Hälfte der Spielzeit 2014/15. Ende Dezember 2014 wurde der Kanadier jedoch erstmals ins Aufgebot der Dallas Stars berufen und debütierte wenig später in der National Hockey League. Bis zum Saisonende kam er auf 31 NHL-Einsätze, in denen er neun Scorerpunkte verbuchte. Aufgrund einer Handgelenksverletzung verpasste Ritchie größere Teile der Saison 2015/16, sodass er nur auf acht NHL- sowie 35 AHL-Spiele kam. Mit Beginn der Spielzeit 2016/17 etablierte sich Ritchie jedoch im NHL-Aufgebot der Stars und kam dort fortan regelmäßig zum Einsatz.
Nach über sechs Jahren in der Organisation der Stars wurde sein auslaufender Vertrag im Sommer 2019 nicht verlängert, sodass Ritchie im Juli 2019 als Free Agent einen Einjahresvertrag bei den Boston Bruins unterzeichnete. Anschließend erhielt er abermals kein neues Arbeitspapier, sodass er sich seit Herbst 2020 auf der Suche nach einem neuen Team befand. Diesen fand er im Januar 2021 in den Calgary Flames, die ihn mit einem Einjahresvertrag ausstatteten und diesen anschließend verlängerten. Im März 2023 jedoch gaben die Flames ihn samt Connor Mackey an die Arizona Coyotes ab und erhielten im Gegenzug seinen Bruder Nick Ritchie und Troy Stecher. In der NHL-Historie markierte dies das erste Mal, dass zwei Brüder gegeneinander in einem Trade getauscht wurden. In Arizona wurde sein auslaufender Vertrag nach der Saison 2022/23 nicht verlängert.

### KHL und Europa
Ritchie befand sich daraufhin bis Mitte November 2023 auf der Suche nach einem neuen Arbeitgeber. Nachdem sich der HK Dinamo Minsk aus der Kontinentalen Hockey-Liga (KHL) tags zuvor von Gemel Smith getrennt hatte, holten sie den Kanadier umgehend als Ersatz und statteten ihn mit einem Vertrag bis zum Ende der Spielzeit aus. Zur Saison 2024/25 wechselte der Kanadier zum HK Nitra in die slowakische Extraliga. Für den slowakischen Erstligisten absolvierte Ritchie bis zum Januar 2025 insgesamt 28 Spiele, in den er 24-mal punktete. Seine Leistungen führten schließlich zu einem sofortigen Wechsel zu den Schwenninger Wild Wings in die Deutsche Eishockey Liga (DEL) bis zum Ende des Spieljahres.

## Erfolge und Auszeichnungen
- 2010 Silbermedaille bei der World U-17 Hockey Challenge
- 2010 Goldmedaille beim Ivan Hlinka Memorial Tournament
- 2013 OHL Second All-Star Team
- 2014 Calder-Cup-Gewinn mit den Texas Stars

## Karrierestatistik
Stand: Ende der Saison 2024/25

### International
Vertrat Kanada bei:
- World U-17 Hockey Challenge 2010
- Ivan Hlinka Memorial Tournament 2010
- U18-Junioren-Weltmeisterschaft 2011
- U20-Junioren-Weltmeisterschaft 2013

(Legende zur Spielerstatistik: Sp oder GP = absolvierte Spiele; T oder G = erzielte Tore; V oder A = erzielte Assists; Pkt oder Pts = erzielte Scorerpunkte; SM oder PIM = erhaltene Strafminuten; +/− = Plus/Minus-Bilanz; PP = erzielte Überzahltore; SH = erzielte Unterzahltore; GW = erzielte Siegtore; 1 Play-downs/Relegation; Kursiv: Statistik nicht vollständig)